# Большеекатериновское сельское поселение (Рязанская область)
Большеекатери́новское се́льское поселе́ние — муниципальное образование в Путятинском районе Рязанской области России.
Административный центр — село Большая Екатериновка.

## История
Образовано в результате упразднения Большеекатериновского сельского округа в 2004 г., точнее его переименования при сохранении прежних границ и входящих населённых пунктов.

## Население
| 2010 | 2012 | 2013 | 2014 | 2015 | 2016 | 2017 |
| ---- | ---- | ---- | ---- | ---- | ---- | ---- |
| 774  | ↘768 | ↘764 | ↘745 | ↘722 | →722 | ↗736 |
| 2018 | 2019 | 2020 | 2021 |      |      |      |
| ↘734 | ↘730 | ↘703 | ↘695 |      |      |      |

## Административное устройство
Образование и административное устройство сельского поселения определяются законом Рязанской области от 07.10.2004 № 90-ОЗ.
Границы сельского поселения определяются законом Рязанской области от 08.10.2008 № 115-ОЗ.

## Состав поселения
В состав сельского поселения входит 9 населённых пунктов:
| № | Населённый пункт     | Тип населённого пункта       | Население |
| - | -------------------- | ---------------------------- | --------- |
| 1 | Березовка            | посёлок                      | 1         |
| 2 | Большая Екатериновка | село, административный центр | 189       |
| 3 | Караулово            | село                         | ↘157      |
| 4 | Малая Екатериновка   | деревня                      | 0         |
| 5 | Марфино              | деревня                      | 3         |
| 6 | Новая Деревня        | посёлок                      | 384       |
| 7 | Новка                | деревня                      | 0         |
| 8 | Петровка             | деревня                      | 34        |
| 9 | Ур                   | деревня                      | 6         |